# Arnold Gesell
Arnold Lucius Gesell, född 21 juni 1880, död 29 maj 1961, var en amerikansk barnpsykolog.
Gesell var från 1911 professor vid Yale University, där han grundade en världsberömd klinik för pediatrisk och barnpsykologisk forskning. Gesell, som var särskilt intresserad av barnets utveckling under förskoleåldern, gjorde en viktig insats inom barnpsykologin genom sitt betonande av sambandet mellan de fysiska och psykiska utvecklingsförloppen. Gesells mät- och testserier för barn i förskoleåldern (The mental growth of the preschool child, 1925) blev inflytelserikt och modifierades för svenska förhållanden av Gustaf Jaederholm. Bland Gesells många skrifter märks Infancy and human growth (1928), The guidance of mental growth in infant and child (1930), Infant behavior (1934, tillsammans med H. Thomson), The first five years of life (1940) och Studies in child development (1948).